# IO-Link
Avec la marque IO-Link, un système de communication pour la connexion de capteurs et d'actionneurs intelligents à un système d'automatisation est normalisé dans la norme CEI 61131-9 sous le nom Single-drop digital communication interface for small sensors and actuators (SDCI). La normalisation comprend à la fois les données de connexion électrique et un protocole de communication numérique par lequel les capteurs et les actionneurs échangent des données avec le système d'automatisation de niveau supérieur.
Le maître IO-Link peut être une passerelle vers un bus de plus haut niveau tel que  PROFINET, EtherNet/IP ou même AS-I.
Le raccordement du capteur au maître est réalisé par un câble 3 fils.
Il est également possible de raccorder sur ce maître des capteurs standards non IO-Link, il prend le rôle d'un simple concentrateur.
Les paramètres des capteurs et actionneurs sont spécifiques à l'appareil et à la technologie, c'est pourquoi il existe des informations de paramètres pour chaque appareil sous la forme d'un IODD (IO Device Description) avec le langage de description XML. La communauté IO-Link fournit des interfaces vers un "IODD Finder" qui peut être utilisé par des outils d'ingénierie ou des outils maîtres pour présenter l'IODD approprié pour un dispositif.